# Kawanoe
Kawanoe (川之江市 -shi) é uma cidade japonesa localizada na província de Ehime.
Em 2003, a cidade tinha uma população estimada em 37 612 habitantes e uma densidade populacional de 543,13 h/km². Tem uma área total de 69,25 km².
Recebeu o estatuto de cidade a 1 de Novembro de 1954.